# NGC 696
NGC 696 is een balkspiraalstelsel in het sterrenbeeld Oven. Het hemelobject werd op 29 november 1837 ontdekt door de Britse astronoom John Herschel.

## Synoniemen
- PGC 6695
- ESO 353-50
- MCG -6-5-4